# Bocian czarnodzioby
Bocian czarnodzioby (Ciconia boyciana) – gatunek dużego ptaka brodzącego z rodziny bocianów (Ciconiidae), zamieszkujący wschodnią Azję. Jest bliskim krewnym europejskiego bociana białego, przez wiele lat uważano go za jego podgatunek (używana wówczas nazwa systematyczna brzmiała C. ciconia boyciana).
Występowanie
Gniazduje w południowo-wschodniej Syberii (Rosja) i północno-wschodnich Chinach. Zimuje głównie w południowych i południowo-wschodnich Chinach, rzadziej w Japonii, Korei i na Tajwanie.
Historycznie bocian czarnodzioby gniazdował także w Japonii i Korei, ale w drugiej połowie XX wieku tamtejsze populacje wyginęły z powodu polowań i dewastacji jego siedlisk. Japończycy, starając się odbudować gatunek, dokonywali reprodukcji wykorzystując do tego bociany z Rosji. W 2007 roku program osiągnął sukces – po 43 latach przerwy na wolności wykluł się bocian czarnodzioby.
Morfologia
Od bociana białego różni się czarnym dziobem i czerwoną obwódką wokół oka. Obie płcie wyglądają podobnie, samica jest nieco mniejsza od samca.
Długość ciała 110–115 cm, rozpiętość skrzydeł 195–200 cm. Masa ciała: samce około 5,2 kg, samice około 4,35 kg.
Ekologia
Gniazduje na wysokich drzewach i sztucznych konstrukcjach, takich jak słupy elektryczne. Żywi się rybami i małymi zwierzętami. Żeruje na otwartych, zwykle słodkowodnych terenach podmokłych, czasami na przybrzeżnych równiach pływowych. Często żeruje w płytkiej wodzie (2–3 cm), odwiedza też pola ryżowe.
Status
Międzynarodowa Unia Ochrony Przyrody (IUCN) uznaje bociana czarnodziobego za gatunek zagrożony wyginięciem (EN – endangered) nieprzerwanie od 1994 roku. Liczebność populacji szacuje się na około 1000–2499 dorosłych osobników. Trend liczebności populacji uznawany jest za spadkowy. Do głównych zagrożeń dla gatunku należy wylesianie, osuszanie terenów podmokłych na potrzeby rolnictwa, przełowienie oraz niepokojenie przez ludzi.

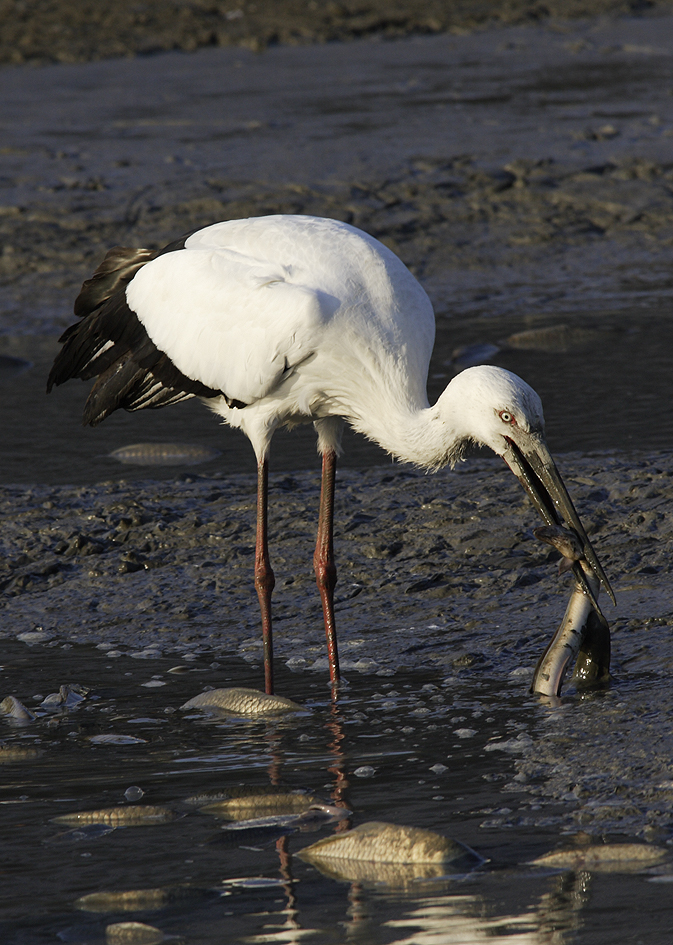
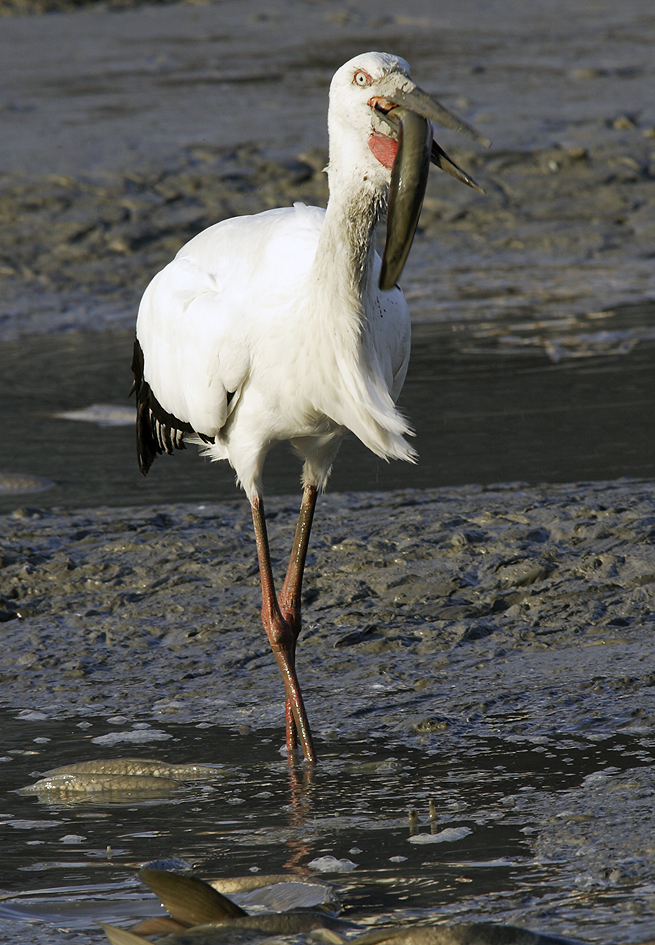
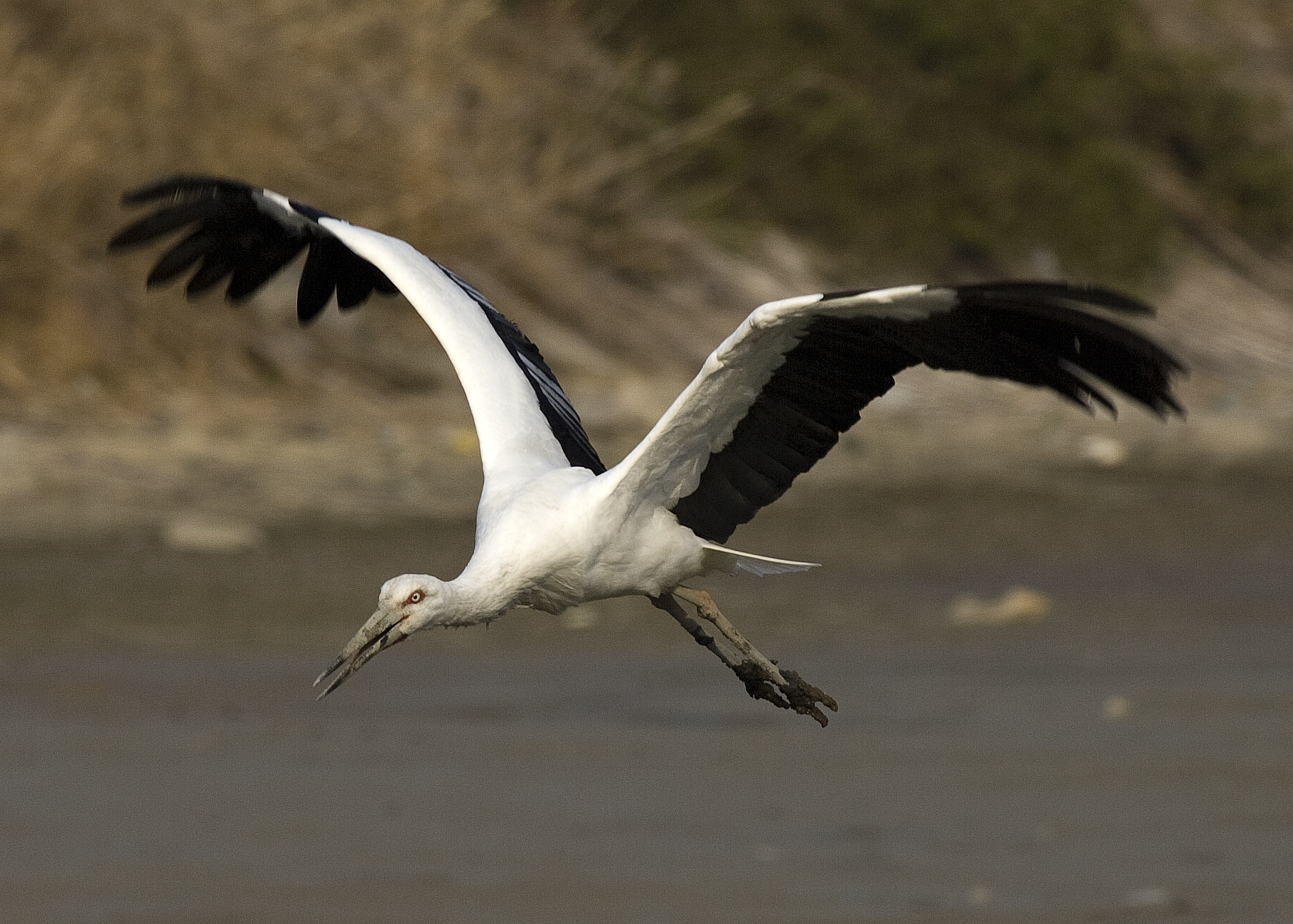